# Референдум об укреплении экономической самостоятельности Башкортостана (1993)
Референдум об укреплении экономической самостоятельности Башкортостана — референдум по вопросу укрепления экономической самостоятельности Башкортостана и соблюдения договорных отношений между Башкортостаном и Россией на основе Федеративного договора, заключённого в 1992 году между сторонами. Референдум состоялся 25 апреля 1993 года.

## История
Между Башкортостаном и Российской Федерацией 31 марта 1992 года заключён Федеративный договор, разграничивающий полномочия и предметов ведения между органами власти Башкортостана и органами власти России. Приложение от Башкортостана определяло договорной характер взаимоотношений между Башкортостаном и Россией, было заявляло о том, что земля, недра и природные богатства являются достоянием народа Башкортостана. Владение, пользование и распоряжение этим достоянием регулируется законодательством Башкортостана.
Референдум состоялся 25 апреля 1993 года, где гражданам Башкортостана задали вопрос: «Считаете ли Вы, что Республика Башкортостан в интересах её народа должна иметь экономическую самостоятельность и договорные отношения на основе Федеративного договора и Приложения к нему от Республики Башкортостан?», на который утвердительно ответили 75,5 % проголосовавших. В референдуме приняло участие 70,5 % граждан, обладающих избирательным правом.
Впоследствии итоги референдума и его дальнейшую реализацию установили в постановлении Верховного совета Республики Башкортостан «Об итогах референдума 25 апреля 1993 года и мерах по укреплению экономической самостоятельности Республики Башкортостан» от 23 июня 1993 года. В постановлении было отмечено, что прошедший референдум стал крупным событием в общественно-политической жизни Башкортостана. Верховный совет Башкортостана счёл, что итоги референдума имеют исключительное значение, а большинство населения одобряют декларацию о государственном суверенитете Башкортостана. Верховному совету и Совету министров Башкортостана было поручено проводить более последовательную политику по укреплению экономической самостоятельности и государственного суверенитета Башкортостана, реализацию положений Федеративного договора и Приложения к нему от Башкортостана, упрочнить договорные отношения между Башкортостаном и Россией, разработать модель социально-экономического развития Башкортостана, обеспечить работу делегации от Башкортостана на переговорах с российской делегацией, обеспечить гласность в договорённостях, достигнутых между сторонами. Постановление было подписано Муртазой Рахимовым.